# Cataratas de Inga

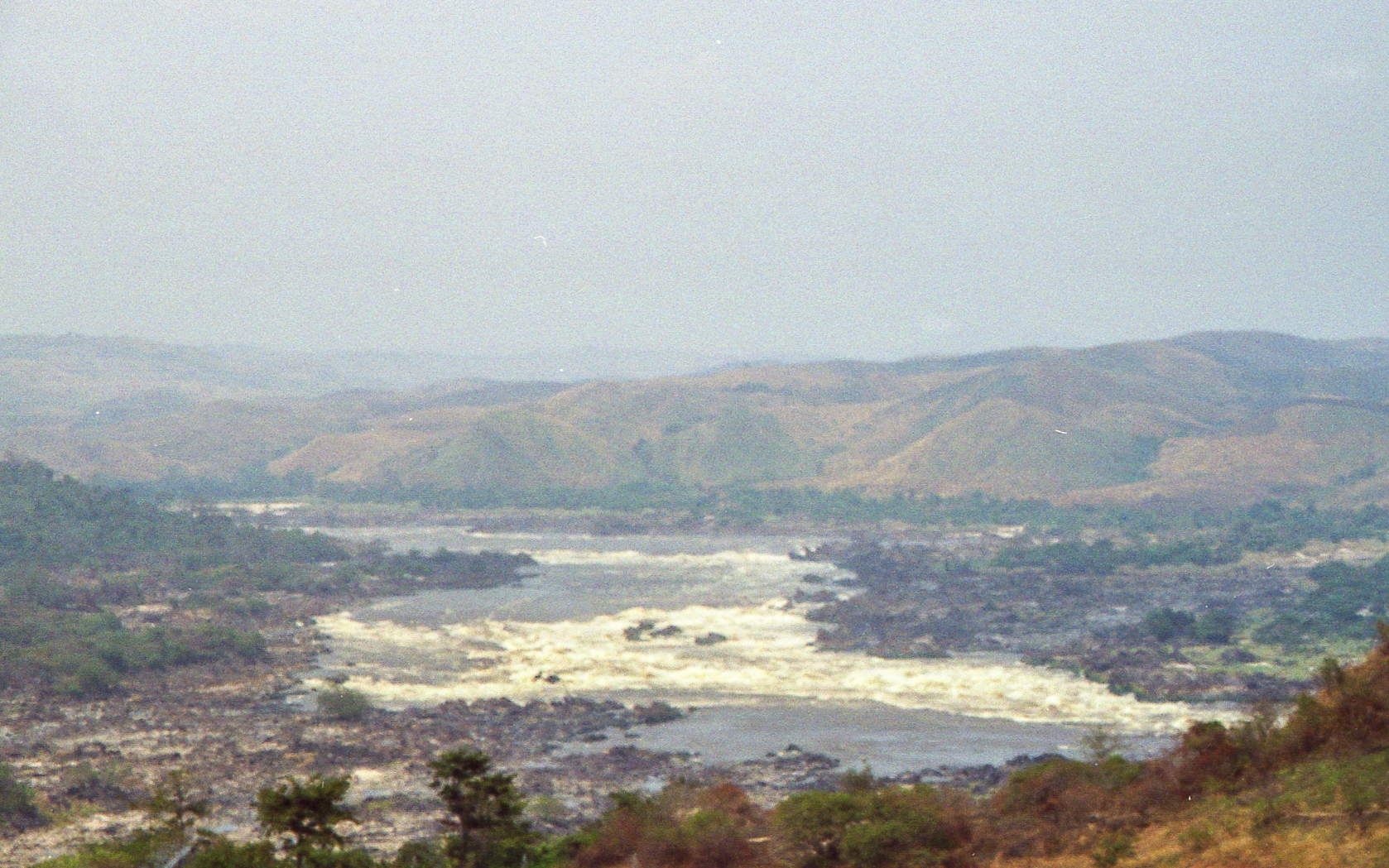
Aspecto das cataratas de Inga em 2004

As cataratas de Inga são uma corredeira a 40 quilômetros de Matadi, na República Democrática do Congo, onde o rio Congo cai 96 metros ao longo de 15 quilômetros. As quedas d'água fazem parte de um grupo maior de corredeiras no médio Rio Congo, que inclui as Cataratas de Livingstone, que estão localizadas rio acima, mais perto do lago Malebo. As quedas de Inga se formaram em uma curva acentuada do Rio Congo, onde a largura do rio flutua de mais de 4 quilômetros para apenas 260 metros.
Com uma vazão média de 42.000 metros cúbicos por segundo, as quedas d'água podem ser consideradas as maiores do mundo. Seu volume máximo registrado é de 71.000 metros cúbicos por segundo. As quedas d'água de Inga também são o local de duas grandes barragens hidrelétricas, chamadas Inga I e Inga II, bem como duas barragens projetadas, Inga III e a Grande Barragem de Inga, esta última seria a maior (por produção de energia) do mundo.